# Ippotommaso
Ippotommaso (カバトット?, Kabatotto) è una serie animata giapponese prodotta da Tatsunoko per un totale di 300 episodi di soli cinque minuti. In Giappone la serie è stata trasmessa da Fuji TV dal 1º gennaio 1971 al 30 novembre 1972 dal lunedì al sabato alle 18:55 (un'eccezione tra gli anime, trasmessi di solito una volta alla settimana), mentre in Italia è stata trasmessa da reti locali limitatamente ai primi 152 episodi; in seguito la serie è stata riproposta su Cooltoon.

## Personaggi
Gli unici protagonisti sono:
- Ippotommaso (カバ?, Kaba): enorme ippopotamo azzurro con una mastodontica bocca. Ha una grande pazienza, spesso se ne sta ad oziare a pancia in su spalancando la sua bocca. Inoltre non sempre capisce quel che sta accadendo, ma non sembra che gli importi troppo.
- Toto (トット?, Totto): bizzarro uccello nero dotato di un dente (in barba alle caratteristiche tipiche dei volatili) e vestito con stracci che vive nella bocca di Ippotommaso. È un pasticcione e combinaguai, e spesso si dà delle arie che innervosiscono chi gli sta attorno. Lo si è visto spesso spazzolare i denti dell'ippopotamo in cui vive, uscire dal naso dello stesso e rientrarvi dalla bocca o viceversa.

## Doppiaggio
| Personaggio        | Doppiatore giapponese   | Doppiatore italiano |
| ------------------ | ----------------------- | ------------------- |
| Ippotommaso (Kaba) | Tōru Ōhira              |                     |
| Toto (Totto)       | Machiko Soga Junko Hori |                     |
| Voce narrante      | Kazuo Harada            | Laura Lenghi        |

## Sigle
La sigla giapponese è Kabatotto no sanba (カバトットのサンバ? "Il samba di Kabatotto") interpretata da Naoto Kaseda con i Columbia Male Harmony. Il testo è di Toshio Oka, la musica di Tsutomu Minakami e l'arrangiamento di Yasufumi Kai.
La sigla italiana è Ippo Tommaso, cantata da Corrado Castellari e Le Mele Verdi. Il testo è di Mitzi Amoroso, la musica di Corrado Castellari e l'arrangiamento di Silvano D'Auria.